# Глушица (приток Полисти)
Глушица — река в Новгородском и Чудовском районе Новгородской области России. Левый приток Полисти. Длина водотока — 28 км, площадь водосбора — 123 км².
Принадлежит бассейну Балтийского моря. Берёт начало в болоте, в окрестностях деревни Малое Замошье, впадает в Полисть рядом с федеральной автомагистралью «Россия» (М10, E 105 Москва — Санкт-Петербург), между деревнями Трегубово и Большое Опочивалово.
На берегах реки, ближе к устью, расположена одноимённая деревня — Глушица.